# Nikolai Sergejewitsch Apalikow
Nikolai Sergejewitsch Apalikow (russisch Николай Сергеевич Апаликов, englische Transkription: Nikolay Sergeevich Apalikov; * 26. August 1982 in Orsk) ist ein russischer Volleyballspieler und Olympiasieger.

## Karriere
Apalikow begann seine Karriere im Verein seiner Heimatstadt. Im Jahr 2000 ging er zu Lokomotive-Isumrud Jekaterinburg und gewann dort gleich den nationalen Pokal. 2001 wurde er mit dem Verein russischer Vizemeister. 2004 erreichte der Mittelblocker mit Jekaterinburg den dritten Rang im CEV-Pokal. Am 4. Juni 2005 gab er sein Debüt in der russischen Nationalmannschaft, die wenig später im Finale der Europameisterschaft, das mit einer 2:3-Niederlage gegen Italien endete. Nach dem erneuten Pokalsieg 2007 wechselte Apalikow zum Ligakonkurrenten VK Zenit-Kasan. Auch mit seinem neuen Verein schaffte er 2008 den Pokalsieg. 2009 gewann Kasan mit Apalikow den ersten von vier aufeinander folgenden Meistertitel und außerdem die Champions League. Zwei Jahre später unterlagen die Russen im Endspiel dieses Wettbewerbs gegen Trentino Volley. Mit der Nationalmannschaft war der Mittelblocker hingegen in der Weltliga und im World Cup erfolgreich. 2012 gewann Apalikow seinen zweiten Champions-League-Titel im Endspiel gegen Skra Bełchatów. Anschließend wurde er in London Olympiasieger. 2013 wurde er Europameister und erneut Sieger der Weltliga. 2014 wurde Apalikow mit Zenit Kasan erneut russischer Meister.